# Rush Springs (Oklahoma)
Rush Springs es un pueblo ubicado en el condado de Grady en el estado estadounidense de Oklahoma. En el año 2010 tenía una población de 1231 habitantes y una densidad poblacional de 	439,64 personas por km².

## Geografía
Rush Springs se encuentra ubicado en las coordenadas 34°46′55″N 97°57′20″O / 34.78194, -97.95556 (34.781989, -97.955610).

## Demografía
Según la Oficina del Censo en 2000 los ingresos medios por hogar en la localidad eran de $21,078 y los ingresos medios por familia eran $25,391. Los hombres tenían unos ingresos medios de $24,453 frente a los $20,769 para las mujeres. La renta per cápita para la localidad era de $10,803. Alrededor del 32.5% de la población estaban por debajo del umbral de pobreza.